# Lakedaimón (mytologie)
Lakedaimón (starořecky Λακεδαίμων, latinsky Lacedaemon) je v řecké mytologii zakladatelem lakedaimónského království s hlavním městem Spartou.
Jeho otcem byl nejvyšší olympský bůh Zeus, matkou Plejáda Taygeté. Oženil se se Spartou, dcerou říčního boha Euróta, boha stejnojmenné řeky, která protéká Spartou a vlévá se do Lakónské zátoky.
Král Lakedaimón poté vládl na Eurótově území, nově vzniklé království nazval svým jménem Lakedaimón. Nově založil také hlavní město, to pojmenoval po své manželce Sparta. Z manželství se narodili synové Amyklás a Hímeros a dcery Eurydika (není totožná s Orfeovou manželkou), Asiné a Kléodiké.
Následníkem trůnu se stal Amyklás, který později poblíž Sparty založil město Amykly. Po něm kraloval Periérés, pak Tyndareós, po něm Meneláos, který se oženil s krásnou Helenou, kvůli níž byla rozpoutána trojská válka.